# Кут-чор
Кут-чор (д/н — після 740) — 5-й володар Тюргеського каганату у 738—739 роках.

## Життєпис
Син кагана Сулук-чора. При народженні звався Тукварсен. Після загибелі батька у 738 році за підтримки Тун-Апа, ябгу кара-тюргешів, та його брата Тумоду опанував столицею держави Суяб. Змінив ім'я на Кут-чор.
Стикнувся з амбіціями Кюля, бага-тархана племен сара-тюргешів, та Ервей-тегіна, що панував в Таразі. Танський посол Гай Гяюнь прибув мирити їх. Бага-тархан схилив на свій бік останнього, а також согдійських князів й тюркських володарів Ферганської долини, Самарканду і Шашу. Каган був розбитий і спійманий разом з братом Шеху Туньілі, коли намагався втекти. Фумин Лінча губернатор Ансічена розграбував землі кара-тюргешів, захопивши Суяб. За цим согдійські князі визнали владу танського імператора, цим погіршили становише Тюргеського каганату.
740 року Кут-чора відвезли до Чан'аня, де він відрікся від престолу, символічно принесений у жертву, отримавши натомість звання цзоцзіньву (генерала) в Лівій гвардії і титул вана. Імператор призначив Ашина Сіня каганом. Але Кюль-бага-тархан повстав, не давши тому отримати фактичну владу. Після цього імператор Сюань-цзун визнав Кюля каганом.